# أندريه سميث (لاعب كرة سلة مواليد 1985)
أندريه سميث (بالإنجليزية: Andre Smith)‏ مواليد 21 فبراير 1985 في سانت بول، هو لاعب كرة سلة أمريكي سابق. بدأ مسيرته الاحترافية في سنة 2007. يبلغ طوله 6 قدم 8 بوصة (2.0 م). اعتزل اللعب في 2016.

## المسيرة الاحترافية
لعب مع نييغاتا ألبيريكس في سنة 2008، ثم لعب مع ميرسي تايغرز في موسم 2008–2009، ثم لعب مع كارشياكا من سنة 2009 إلى 2011، ثم لعب مع يوفي كازيرتا باسكت في الدوري الإيطالي في موسم 2011–2012، ثم لعب مع كراسني كريليا في موسم 2012–2013، ثم لعب مع رير فينيزيا مستري في موسم 2013–2014، ثم لعب مع نادي طوفاس الرياضي في الدوري التركي في موسم 2014–2015، ثم لعب مع إنتشون إلكترولاند إلفانتس في موسم 2015–2016.